# Trampolino Dal Ben
Trampolino Dal Ben – kompleks skoczni narciarskich we włoskim Predazzo. W jego skład wchodzą:
- skocznia duża (K128 – HS143)
- skocznia normalna (K98 – HS109)
- pięć mniejszych skoczni (K60, K35, K20, K16, K2).

Pierwsze skocznie w rejonie Val di Fiemme powstały w latach 60. Oprócz sześciu znanych istnieją także położone wyżej w górach małe skocznie, obecnie nieczynne. Trampolino Dal Ben jest położona w liczącym się centrum sportów zimowych. Jest skocznią wybudowaną w 1988 roku. Skocznia wyposażona jest w armatki śnieżne, sztuczne oświetlenie oraz igelit do skakania latem.
Obiekt został zbudowany specjalnie na Mistrzostwa Świata 1991. W 2003 i 2013 ponownie rozegrano tu mistrzostwa świata. W 2014 roku na skoczni normalnej odbyły się tu mistrzostwa świata w narciarstwie klasycznym juniorów. Oprócz tego organizowane są tu konkursy Pucharu Świata w skokach narciarskich, Pucharu Świata w skokach narciarskich kobiet oraz Pucharu Świata w kombinacji norweskiej.
W 2026 roku Trampolino Dal Ben będą jedną z aren Zimowych Igrzysk Olimpijskich w Mediolanie i Cortinie d'Ampezzo.

## Skocznia duża

### Informacje o skoczni
- długość najazdu – 115,13 m
- nachylenie najazdu – 32.0°
- nachylenie progu – 11.5°
- wysokość progu – 3,20 m
- długość progu – 7,08 m
- punkt konstrukcyjny – 128 m
- rozmiar skoczni (HS) – 143 m

### Rekordziści skoczni
| Lp. | Dzień       | Rok  | Zawodnik        | Odległość | Zawody                                        |
| --- | ----------- | ---- | --------------- | --------- | --------------------------------------------- |
|     |             | 1991 | Franci Petek    | 125,0 m   | Mistrzostwa Świata 1991                       |
| 1.  | 21 grudnia  | 2001 | Adam Małysz     | 131,0 m   | Puchar Świata w skokach narciarskich          |
| 2.  | 21 grudnia  | 2001 | Simon Ammann    | 131,0 m   | Puchar Świata w skokach narciarskich          |
| 3.  | 22 grudnia  | 2001 | Simon Ammann    | 131,5 m   | Puchar Świata w skokach narciarskich          |
| 4.  | 22 grudnia  | 2001 | Adam Małysz     | 132,0 m   | Puchar Świata w skokach narciarskich          |
| 5.  | 22 grudnia  | 2001 | Adam Małysz     | 132,5 m   | Puchar Świata w skokach narciarskich          |
| 6.  | 22 lutego   | 2003 | Matti Hautamäki | 134,0 m   | Mistrzostwa Świata 2003                       |
| 7.  | 22 lutego   | 2003 | Adam Małysz     | 136,0 m   | Mistrzostwa Świata 2003                       |
| 8.  | 9 stycznia  | 2009 | Bernhard Gruber | 137,5 m   | Puchar Świata w kombinacji norweskiej         |
| 9.  | 22 lutego   | 2013 | Eric Frenzel    | 138,5 m   | Mistrzostwa Świata 2013 (kombinacja norweska) |
| 10. | 12 stycznia | 2019 | Ryōyū Kobayashi | 136,0 m   | Puchar Świata w skokach narciarskich          |

## Skocznia normalna

### Parametry skoczni
- długość najazdu – 93,51 m
- nachylenie najazdu – 32.0°
- długość progu – 6,44 m
- nachylenie progu – 11°
- wysokość progu – 2,45 m
- punkt konstrukcyjny – 98 m
- rozmiar skoczni (HS) – 109 m

### Rekordziści skoczni
| Lp. | Dzień       | Rok  | Zawodnik          | Odległość | Zawody                                        | Uwagi                              |
| --- | ----------- | ---- | ----------------- | --------- | --------------------------------------------- | ---------------------------------- |
| 1.  | 16 lutego   | 1991 | Heinz Kuttin      | 95,0 m    | Mistrzostwa Świata 1991                       | najdłuższy skok przed modernizacją |
| 2.  | 23 lutego   | 2003 | Adam Małysz       | 107,5 m   | Mistrzostwa Świata 2003                       |                                    |
| 3.  | 17 września | 2005 | Mario Innauer     | 108,0 m   | FIS Cup                                       | rekord nieoficjalny                |
| 4.  | 18 września | 2005 | Mario Innauer     | 109,5 m   | FIS Cup                                       | rekord nieoficjalny                |
| 5.  | 15 stycznia | 2012 | Sarah Hendrickson | 108,0 m   | Puchar Świata kobiet                          |                                    |
| 6.  | 21 lutego   | 2013 | Christoph Bieler  | 109,5 m   | Mistrzostwa świata 2013 (kombinacja norweska) |                                    |